# Massakern i Sabra och Shatila
Sabra och Shatila var två flyktingläger för palestinier i södra Beirut i Libanon. Den 16 och 17 september 1982, under landets inbördeskrig och medan Beirut befann sig under israelisk ockupation, massakrerade libanesisk kristen milis (falangisterna) hundratals palestinska flyktingar i de båda lägren. Detta skedde under Ariel Sharons tid som israelisk försvarsminister.

## Bakgrund
Den 6 juni 1982 hade Israel invaderat Libanon med målet att köra ut den palestinska befrielserörelsen Palestinska befrielseorganisationen (PLO) som i flera år opererat mot mål i Israel från baser i landet. Under sommaren omringades Beiruts västra förorter där befolkningen var övervägande shiamuslimsk. Den 18 augusti skrevs ett vapenstilleståndsavtal under efter amerikansk medling ledd av Ronald Reagans speciella sändebud Philip Habib; PLO:s väpnade styrkor skulle lämna Libanon under internationellt överseende och Israel lovade att inte avancera längre in i Beirut. I avtalet garanterades säkerheten för de palestinier som stannade i Beirut. En internationell styrka, MNF, som skulle övervaka PLO:s tillbakadragande bildades. Den 1 september var tillbakadragandet fullgjort. Drygt 14 000 palestinier hade lämnat Beirut. Yassir Arafat var den sista ledaren som lämnade Beirut den 30 augusti då han gick på den grekiska kryssaren Atlantis och avseglade till Tunis.
Den 23 augusti hade falangisternas ledare Bashir Gemayel valts till Libanons president. Den 1 september träffade han Menachem Begin, Israels premiärminister, i Nahariya i norra Israel. Begin ville att Libanon skulle skriva under ett fredsavtal. Kanske diskuterades också situationen i Sabra och Shatila, källor på detta saknas. De syriska ledarna var rasande på Gemayel för att han hade träffat israelerna.
PLO:s uttåg hade övervakats av en internationell styrka bestående av amerikanska och franska trupper som var placerad i västra Beirut. De amerikanska trupperna i denna lämnade Libanon den 10 september och de franska trupperna strax efter.
Den 11 september sa Ariel Sharon att 2 000 terrorister fortfarande fanns kvar i palestinska flyktingläger nära Beirut. Detta påstod palestinierna inte var sant, men den 14 september mördades Bashir Gemayel när falangisternas högkvarter i Beirut sprängdes i luften.

## Massakern
Följande natt ockuperade israeliska styrkor västra Beirut, i strid med avtalet från augusti men mordet på Bashir Gemayel hade samtidigt förändrat läget. På kvällen den 16 september gick 150 beväpnade falangister under ledning av Elie Hobeika in i flyktinglägren Sabra och Shatila för att hitta den beväpnade PLO-milis som Israel trodde gömde sig i lägret. När falangisterna lämnade lägren 36 timmar senare lämnade de efter sig 1 300–3 500 döda palestinier; män, kvinnor och barn.
Sharon hade sagt till falangisterna några timmar innan intrånget att PLO hade mördat Gemayel och israelerna var därför väl medvetna om falangisternas ilskna känslor gentemot palestinierna. Det visade sig i efterhand att istället en syrisk agent, Habib Tanious Shartouni, erkände sig skyldig till mordet. Bevis för detta saknades dock.

## Följder
Premiärminister Menachem Begin avfärdade all kritik som riktades mot Israel för massakern. Det var känt att falangisterna släpptes in i de palestinska flyktinglägren för att driva ut PLO:s terrorister, men ingen hade kunnat förutse resultatet, sade han. 
Massakern ledde till omfattande protester både i Israel och runt om i världen. I februari 1983 kom den statliga israeliska Kahankommissionen fram till att försvarsminister Ariel Sharon hade ett "personligt ansvar" för massakern. Sharon tvingades avgå som försvarsminister i februari 1983 men stannade kvar i regeringen som minister utan portfölj.